# Puchar Świata w narciarstwie alpejskim 2000/2001
Sezon 2000/2001 Pucharu Świata w narciarstwie alpejskim rozpoczął się 28 października 2000 w austriackim Sölden, a zakończył 11 marca 2001 w szwedzkiej miejscowości Åre. Była to 35. edycja pucharowej rywalizacji. Rozegrano 34 konkurencje dla kobiet (8 zjazdów, 8 slalomów gigantów, 8 supergigantów, 9 slalomów specjalnych oraz 1 kombinację) i 33 konkurencje dla mężczyzn (9 zjazdów, 9 slalomów gigantów, 5 supergigantów, 9 slalomów specjalnych oraz 1 kombinację).
Puchar Narodów (łącznie) zdobyła reprezentacja Austrii, wyprzedzając Szwajcarię i Francję.

## Puchar Świata w narciarstwie alpejskim kobiet
Wśród kobiet najlepszą zawodniczką okazała się Chorwatka Janica Kostelić, która zdobyła 1256 punktów, wyprzedzając Austriaczkę Renate Götschl i Francuzkę Régine Cavagnoud.
W poszczególnych klasyfikacjach tryumfowały:
- Isolde Kostner – zjazd
- Janica Kostelić – slalom
- Sonja Nef – slalom gigant
- Régine Cavagnoud – supergigant
- Janica Kostelić – kombinacja

## Puchar Świata w narciarstwie alpejskim mężczyzn
Wśród mężczyzn najlepszym zawodnikiem okazał się Austriak Hermann Maier, który zdobył 1618 punktów, wyprzedzając swojego rodaka Stephana Eberhartera oraz Norwega Lasse Kjusa.
W poszczególnych klasyfikacjach tryumfowali:
- Hermann Maier – zjazd
- Benjamin Raich – slalom
- Hermann Maier – slalom gigant
- Hermann Maier – supergigant
- Lasse Kjus – kombinacja

## Puchar Narodów (kobiety + mężczyźni)
- 1.  Austria – 14055 pkt
- 2.  Szwajcaria – 5826 pkt
- 3.  Francja – 4721 pkt
- 4.  Norwegia – 3995 pkt
- 5.  Włochy – 3399 pkt